# Parafreutreta retisparsa
Parafreutreta retisparsa es una especie de insecto del género Parafreutreta de la familia Tephritidae del orden Diptera.

## Historia
Fue descrita científicamente por primera vez en el año 1939 por Munro.